# Royal Gold Medal

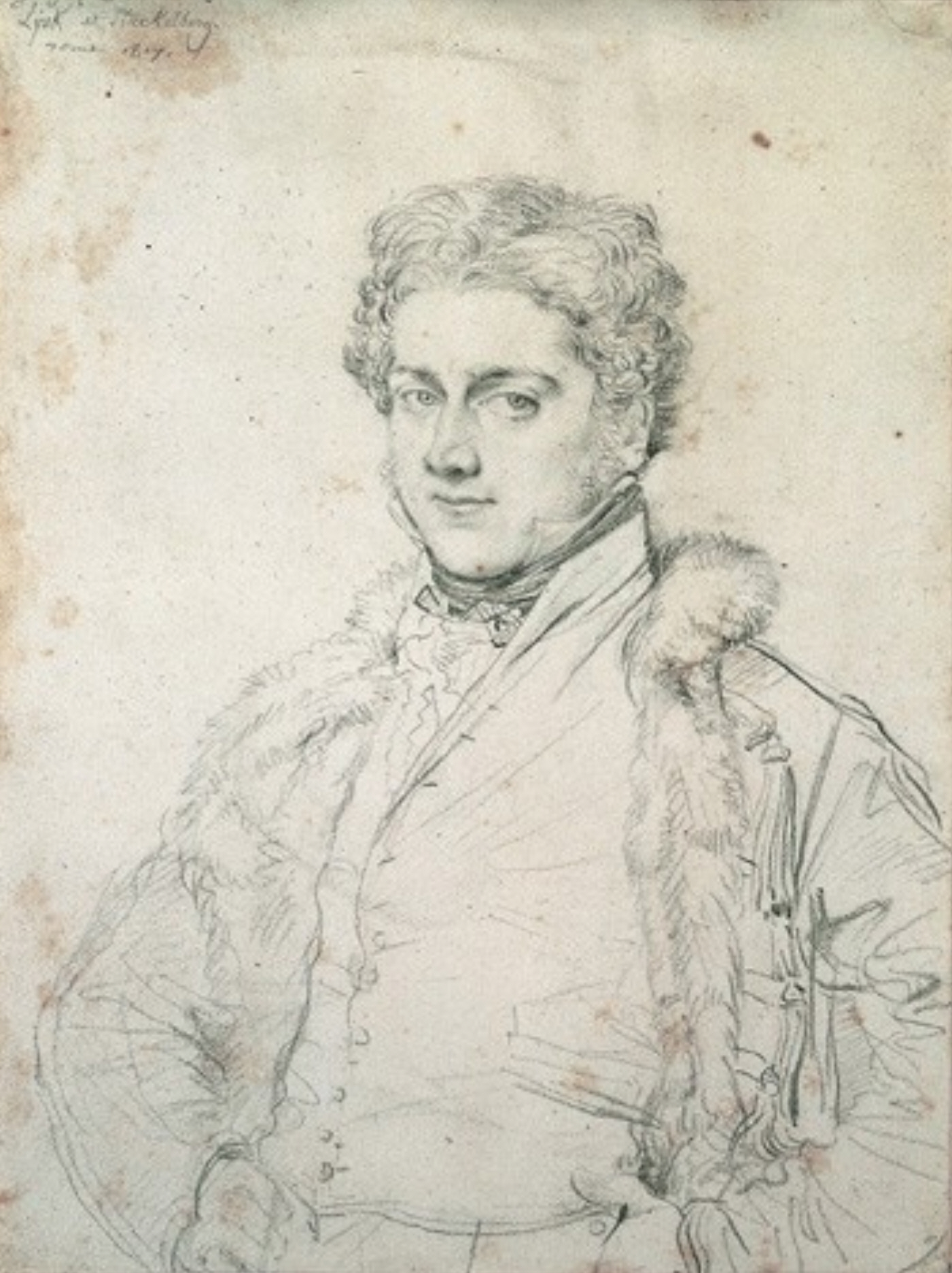
Arkitekten Charles Robert Cockerell var den första mottagaren av Royal Gold Medal 1848

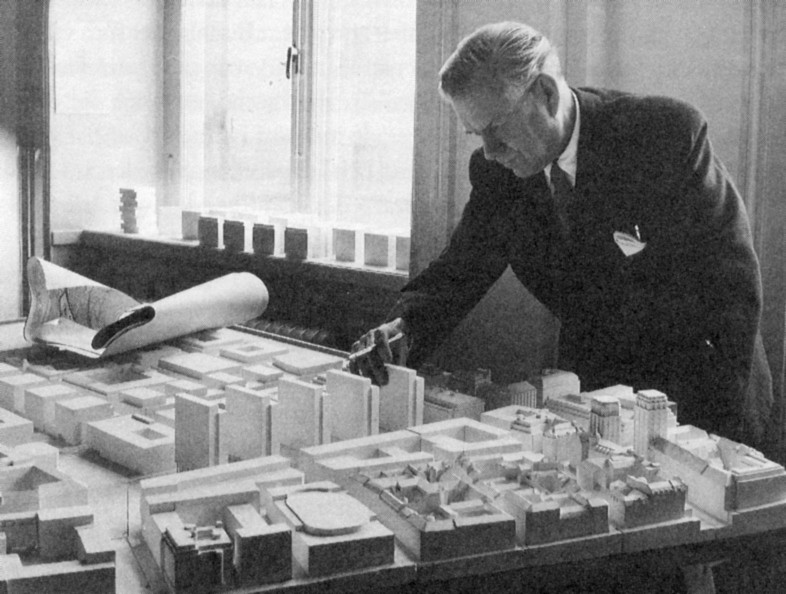
Sven Markelius, pristagare 1962

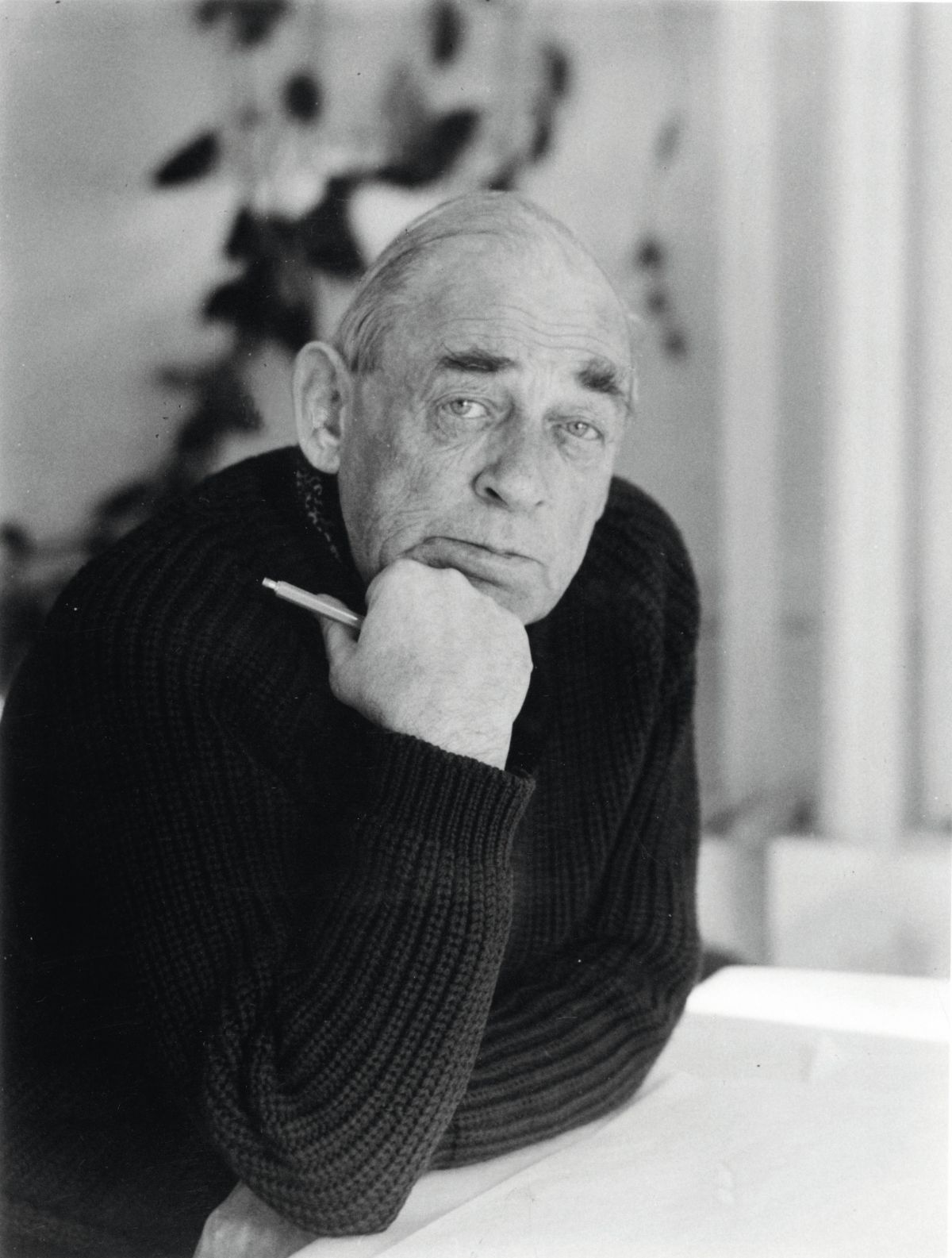
Alvar Aalto, pristagare 1957

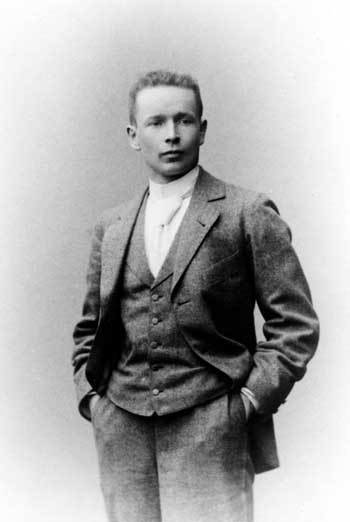
Eliel Saarinen, pristagare 1950

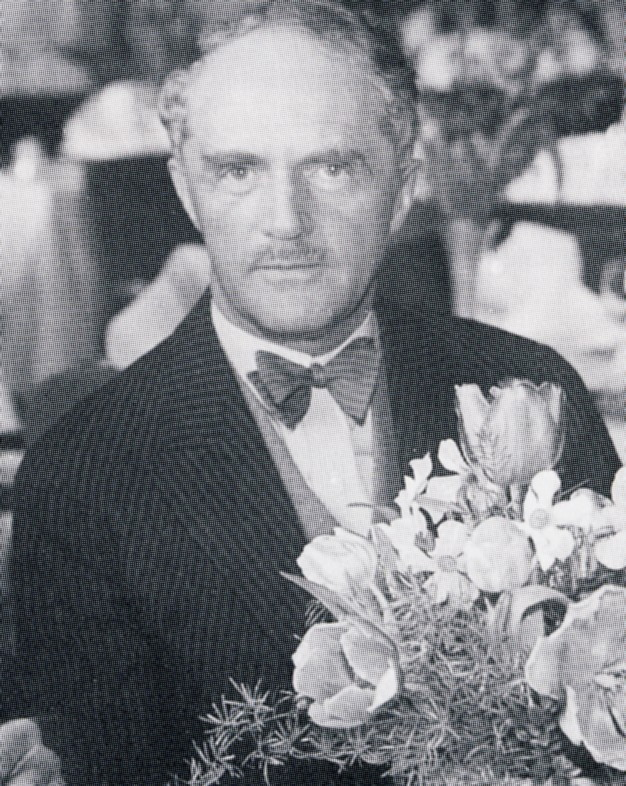
Ivar Tengbom, pristagare 1938

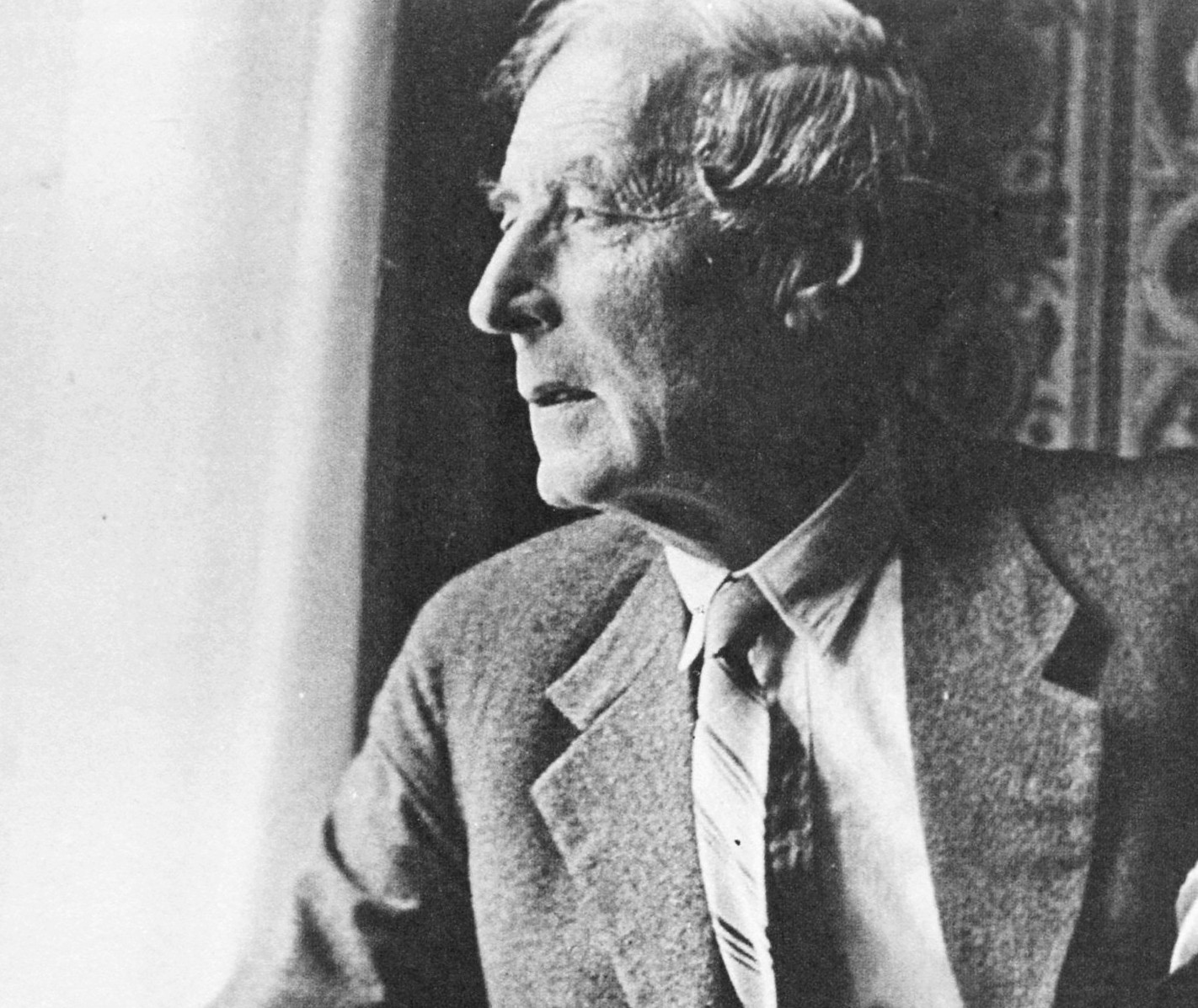
Ragnar Östberg, pristagare 1926

Royal Gold Medal för arkitektur delas ut årligen av Royal Institute of British Architects på den brittiske kungens eller drottningens vägnar till en enskild person eller en grupp för ett stort bidrag till internationell arkitektur. Priset utdelas för ett bemärkt antal verk, snarare än för en enskild byggnad eller insats.
Medaljen delades ut första gången 1848 till Charles Robert Cockerell. Redan med den andre pristagaren, italienaren Luigi Canina 1849, blev priset ett internationellt pris.
Alla pristagarna har inte varit arkitekter. Ingenjörer som Ove Arup (1966) och Peter Rice (1992) är pristagare, liksom arkitekturskribenter som Robert Willis (1862), Nikolaus Pevsner (1967) och John Summerson (1976) samt teoretiker som Lewis Mumford (1961) och Colin Rowe (1995). Flera arkeologer har fått priset: Austen Henry Layard (1868), Karl Richard Lepsius (1869), Melchior de Vogüé (1879), Heinrich Schliemann (1885), Rodolfo Lanciani (1900) och Arthur Evans (1909). Målarna Frederic Leighton (1894) och Lawrence Alma-Tadema blev pristagare 1894 respektive 1906. Staden Barcelona fick priset 1999.
Svenska pristagare är Ragnar Östberg 1926, Ivar Tengbom 1938 och Sven Markelius 1962, finländska Eliel Saarinen 1950 och Alvar Aalto 1957. Jørn Utzon från Danmark fick priset 1978.

## Pristagare
| År   | Pristagare                                              | Land                          |
| ---- | ------------------------------------------------------- | ----------------------------- |
| 2024 | Lesley Lokko                                            | Ghana/ Skottland              |
| 2023 | Yasmeen Lari                                            | Pakistan                      |
| 2022 | Balkrishna Vithaldas Doshi                              | Indien                        |
| 2021 | Sir David Adjaye                                        | Storbritannien/ Ghana         |
| 2020 | Grafton Architects (Yvonne Farrell och Shelly McNamara) | Irland                        |
| 2019 | Nicholas Grimshaw                                       | Storbritannien                |
| 2018 | Neave Brown                                             | USA/ Storbritannien           |
| 2017 | Paulo Mendes da Rocha                                   | Brasilien                     |
| 2016 | Zaha Hadid                                              | Storbritannien/ Irak          |
| 2015 | O'Donnell & Tuomey                                      | Irland                        |
| 2014 | Joseph Rykwert                                          | Storbritannien                |
| 2013 | Peter Zumthor                                           | Schweiz                       |
| 2012 | Herman Hertzberger                                      | Nederländerna                 |
| 2011 | David Chipperfield                                      | Storbritannien                |
| 2010 | I. M. Pei                                               | Kina/ USA                     |
| 2009 | Álvaro Siza                                             | Portugal                      |
| 2008 | Edward Cullinan                                         | Storbritannien                |
| 2007 | Herzog & de Meuron                                      | Schweiz                       |
| 2006 | Toyo Ito                                                | Japan                         |
| 2005 | Frei Otto                                               | Tyskland                      |
| 2004 | Rem Koolhaas                                            | Nederländerna                 |
| 2003 | Rafael Moneo                                            | Spanien                       |
| 2002 | Archigram                                               | Storbritannien                |
| 2001 | Jean Nouvel                                             | Frankrike                     |
| 2000 | Frank Gehry                                             | USA                           |
| 1999 | Barcelona stad                                          | Spanien                       |
| 1998 | Oscar Niemeyer                                          | Brasilien                     |
| 1997 | Tadao Ando                                              | Japan                         |
| 1996 | Harry Seidler                                           | Österrike/ Australien         |
| 1995 | Colin Rowe                                              | Storbritannien/ USA           |
| 1994 | Michael Hopkins och Patricia Hopkins                    | Storbritannien                |
| 1993 | Giancarlo De Carlo                                      | Italien                       |
| 1992 | Peter Rice                                              | Irland                        |
| 1991 | Colin Stansfield Smith                                  | Storbritannien                |
| 1990 | Aldo van Eyck                                           | Nederländerna                 |
| 1989 | Renzo Piano                                             | Italien                       |
| 1988 | Richard Meier                                           | USA                           |
| 1987 | Ralph Erskine                                           | Storbritannien                |
| 1986 | Arata Isozaki                                           | Japan                         |
| 1985 | Richard Rogers                                          | Storbritannien                |
| 1984 | Charles Correa                                          | Indien                        |
| 1983 | Norman Foster                                           | Storbritannien                |
| 1982 | Berthold Lubetkin                                       | Storbritannien                |
| 1981 | Philip Dowson                                           | Storbritannien                |
| 1980 | James Stirling                                          | Storbritannien                |
| 1979 | Charles Eames och Ray Eames                             | USA                           |
| 1978 | Jørn Utzon                                              | Danmark                       |
| 1977 | Denys Lasdun                                            | Storbritannien                |
| 1976 | John Summerson                                          | Storbritannien                |
| 1975 | Michael Scott                                           | Irland                        |
| 1974 | Philip Powell och Hidalgo Moya                          | Storbritannien respektive USA |
| 1973 | Leslie Martin                                           | Storbritannien                |
| 1972 | Louis I Kahn                                            | USA                           |
| 1971 | Hubert de Cronin Hastings                               | Storbritannien                |
| 1970 | Robert Matthew                                          | Storbritannien                |
| 1969 | Gillespie, Kidd & Coia                                  | Storbritannien                |
| 1968 | Buckminster Fuller                                      | USA                           |
| 1967 | Nikolaus Pevsner                                        | Storbritannien                |
| 1966 | Ove Arup                                                | Storbritannien                |
| 1965 | Kenzo Tange                                             | Japan                         |
| 1964 | Edwin Maxwell Fry                                       | Storbritannien                |
| 1963 | William Holford                                         | Storbritannien                |
| 1962 | Sven Markelius                                          | Sverige                       |
| 1961 | Lewis Mumford                                           | USA                           |
| 1960 | Pier Luigi Nervi                                        | Italien                       |
| 1959 | Ludwig Mies van der Rohe                                | Tyskland/ USA                 |
| 1958 | Robert Schofield Morris                                 | Kanada                        |
| 1957 | Alvar Aalto                                             | Finland                       |
| 1956 | Walter Gropius                                          | Tyskland/ USA                 |
| 1955 | John Murray Easton                                      | Storbritannien                |
| 1954 | Arthur George Stephenson                                | Storbritannien                |
| 1953 | Le Corbusier                                            | Frankrike                     |
| 1952 | George Grey Wornum                                      | Storbritannien                |
| 1951 | Emanuel Vincent Harris                                  | Storbritannien                |
| 1950 | Eliel Saarinen                                          | Finland                       |
| 1949 | Howard Robertson                                        | Storbritannien                |
| 1948 | Auguste Perret                                          | Frankrike                     |
| 1947 | Albert Richardson                                       | Storbritannien                |
| 1946 | Patrick Abercrombie                                     | Storbritannien                |
| 1945 | Victor Vesnin                                           | Sovjetunionen                 |
| 1944 | Edward Maufe                                            | Storbritannien                |
| 1943 | Charles Herbert Reilly                                  | Storbritannien                |
| 1942 | William Curtis Green                                    | Storbritannien                |
| 1941 | Frank Lloyd Wright                                      | USA                           |
| 1940 | Charles Voysey                                          | Storbritannien                |
| 1939 | Percy Thomas                                            | Storbritannien                |
| 1938 | Ivar Tengbom                                            | Sverige                       |
| 1937 | Raymond Unwin                                           | Storbritannien                |
| 1936 | Charles Holden                                          | Storbritannien                |
| 1935 | Willem Marinus Dudok                                    | Nederländerna                 |
| 1934 | Henry Vaughan Lanchester                                | Storbritannien                |
| 1933 | Charles Reed Peers                                      | Storbritannien                |
| 1932 | Hendrik Petrus Berlage                                  | Nederländerna                 |
| 1931 | Edwin Cooper                                            | Storbritannien                |
| 1930 | Percy Worthington                                       | Storbritannien                |
| 1929 | Victor Laloux                                           | Frankrike                     |
| 1928 | Guy Dawber                                              | Storbritannien                |
| 1927 | Herbert Baker                                           | Storbritannien                |
| 1926 | Ragnar Östberg                                          | Sverige                       |
| 1925 | Giles Gilbert Scott                                     | Storbritannien                |
| 1924 | Ingen pristagare utsedd                                 |                               |
| 1923 | John James Burnet                                       | Storbritannien                |
| 1922 | Thomas Hastings                                         | USA                           |
| 1921 | Edwin Lutyens                                           | Storbritannien                |
| 1920 | Charles Girault                                         | Frankrike                     |
| 1919 | Leonard Stokes                                          | Storbritannien                |
| 1918 | Ernest Newton                                           | Storbritannien                |
| 1917 | Henri Paul Nénot                                        | Frankrike                     |
| 1916 | Robert Rowand Anderson                                  | Storbritannien                |
| 1915 | Frank Darling                                           | Kanada                        |
| 1914 | Jean-Louis Pascal                                       | Frankrike                     |
| 1913 | Reginald Blomfield                                      | Storbritannien                |
| 1912 | Basil Champneys                                         | Storbritannien                |
| 1911 | Wilhelm Dörpfeld                                        | Storbritannien                |
| 1910 | Thomas Graham Jackson                                   | Storbritannien                |
| 1909 | Arthur Evans                                            | Storbritannien                |
| 1908 | Honoré Daumet                                           | Frankrike                     |
| 1907 | John Belcher                                            | Storbritannien                |
| 1906 | Lawrence Alma-Tadema                                    | Nederländerna                 |
| 1905 | Aston Webb                                              | Storbritannien                |
| 1904 | Auguste Choisy                                          | Frankrike                     |
| 1903 | Charles Follen McKim                                    | USA                           |
| 1902 | Thomas Edward Collcutt                                  | Storbritannien                |
| 1901 | Inget pris utdelat                                      |                               |
| 1900 | Rodolfo Lanciani                                        | Italien                       |
| 1899 | George Frederick Bodley                                 | Storbritannien                |
| 1898 | George Aitchison                                        | Storbritannien                |
| 1897 | Pierre Cuypers                                          | Nederländerna                 |
| 1896 | Ernest George                                           | Storbritannien                |
| 1895 | James Brooks                                            | Storbritannien                |
| 1894 | Frederic Leighton                                       | Storbritannien                |
| 1893 | Richard Morris Hunt                                     | USA                           |
| 1892 | César Daly                                              | Frankrikee                    |
| 1891 | Arthur Blomfield                                        | Storbritannien                |
| 1890 | John Gibson                                             | Storbritannien                |
| 1889 | Charles Thomas Newton                                   | Storbritannien                |
| 1888 | Theophil von Hansen                                     | Österrike                     |
| 1887 | Ewan Christian                                          | Storbritannien                |
| 1886 | Charles Garnier                                         | Frankrike                     |
| 1885 | Heinrich Schliemann                                     | Tyskland                      |
| 1884 | William Butterfield                                     | Storbritannien                |
| 1883 | Francis Penrose                                         | Storbritannien                |
| 1882 | Heinrich von Ferstel                                    | Österrike                     |
| 1881 | George Godwin                                           | Storbritannien                |
| 1880 | John Loughborough Pearson                               | Storbritannien                |
| 1879 | Charles-Jean-Melchior de Vogüé                          | Frankrike                     |
| 1878 | Alfred Waterhouse                                       | Storbritannien                |
| 1877 | Charles Barry Jr.                                       | Storbritannien                |
| 1876 | Joseph-Louis Duc                                        | Frankrike                     |
| 1875 | Edmund Sharpe                                           | Storbritannien                |
| 1874 | George Edmund Street                                    | Storbritannien                |
| 1873 | Thomas Henry Wyatt                                      | Storbritannien                |
| 1872 | Friedrich von Schmidt                                   | Tyskland/Österrike            |
| 1871 | James Fergusson                                         | Storbritannien                |
| 1870 | Benjamin Ferrey                                         | Storbritannien                |
| 1869 | Karl Richard Lepsius                                    | Tyskland                      |
| 1868 | Austen Henry Layard                                     | Storbritannien                |
| 1867 | Charles Texier                                          | Frankrike                     |
| 1866 | Matthew Digby Wyatt                                     | Storbritannien                |
| 1865 | James Pennethorne                                       | Storbritannien                |
| 1864 | Eugène Viollet-le-Duc                                   | Frankrike                     |
| 1863 | Anthony Salvin                                          | Storbritannien                |
| 1862 | Robert Willis                                           | Storbritannien                |
| 1861 | Jean-Baptiste Lesueur                                   | Frankrike                     |
| 1860 | Sydney Smirke                                           | Storbritannien                |
| 1859 | George Gilbert Scott                                    | Storbritannien                |
| 1858 | Friedrich August Stüler                                 | Tyskland                      |
| 1857 | Owen Jones                                              | Storbritannien                |
| 1856 | William Tite                                            | Storbritannien                |
| 1855 | Jacques Ignace Hittorff                                 | Frankrike                     |
| 1854 | Philip Hardwick                                         | Storbritannien                |
| 1853 | Robert Smirke                                           | Storbritannien                |
| 1852 | Leo von Klenze                                          | Tyskland                      |
| 1851 | Thomas Leverton Donaldson                               | Storbritannien                |
| 1850 | Charles Barry                                           | Storbritannien                |
| 1849 | Luigi Canina                                            | Italien                       |
| 1848 | Charles Robert Cockerell                                | Storbritannien                |